# Трое (фильм, 1969)
«Трое» — советский художественный фильм, поставленный по своему сценарию режиссёром Исидором Анненским. Экранизация одноимённой повести Максима Горького.
Картина снималась в павильонах киностудии имени М. Горького и в киноэкспедиции в городе Калуга.
Картина рассказывает о судьбах и непростом выборе собственного будущего тремя юношами, определившими для себя жизненные приоритеты каждый по-своему.

## В ролях
- Георгий Третьяков — Илья Лунин
- Александр Мартынов — Павел Грачёв
- Виктор Салин — Яков Филимонов
- Николай Парфёнов — Терентий
- Фёдор Никитин — Еремей
- Юрий Пузырёв — Перфишка
- Светлана Жгун — Олимпиада
- Владимир Розов
- Лариса Гордейчик — Вера
- Ольга Гаспарова
- Нонна Терентьева — Татьяна Автономова
- Виктор Борцов
- Татьяна Пронская
- Андрей Абрикосов — Строганый
- Лидия Королёва — жена Филимонова
- Елизавета Кузюрина
- Ольга Маркина — содержательница публичного дома
- Александр Милокостый — мальчишка-половой
- Николай Сергеев — приказчик
- Николай Шавыкин
- Александр Пелевин — следователь
- Маргарита Жарова — гостья
- Зинаида Сорочинская — гостья